# Lefter Küçükandonyadis
Lefter Küçükandonyadis (görögül: Λευτέρης Αντωνιάδης [Leftérisz Andoniádisz]; Büyükada, 1924. december 22. – Şişli, 2012. január 13.) görög származású török labdarúgócsatár, edző.
A török válogatott színeiben részt vett az 1948. évi nyári olimpiai játékokon és az 1954-es labdarúgó-világbajnokságon.